# 八棘日球虫
八棘日球虫（学名：Heliosphaera octacantha）为星球虫科日球虫属的动物。分布于印度洋以及西沙群岛等。